# Blauzac
Blauzac là một xã trong tỉnh Gard thuộc vùng Occitanie, phía nam nước Pháp. Xã Blauzac nằm ở khu vực có độ cao trung bình 125 mét trên mực nước biển.